# 108 Геркулеса
108 Геркулеса (лат. 108 Herculis, HD 168913) — двойная звезда в созвездии Геркулеса на расстоянии приблизительно 182 световых лет (около 55,6 парсек) от Солнца. Видимая звёздная величина звезды — +5,612m. Возраст звезды определён как около 280 млн лет.

## Характеристики
Первый компонент (HD 168913A) — белая Am-звезда спектрального класса A2, или kA3mA7, или A5m, или A5, или A7. Масса — около 1,899 солнечной, радиус — около 2,188 солнечных, светимость — около 13,847 солнечных. Эффективная температура — около 7510 K.
Второй компонент (HD 168913B) — белая звезда спектрального класса A9V, или A9. Орбитальный период — около 5,4954 суток.

## Планетная система
В 2019 году учёными, анализирующими данные проектов HIPPARCOS и Gaia, у звезды обнаружена планета.